# Placówka Straży Celnej „Jabłonica III”

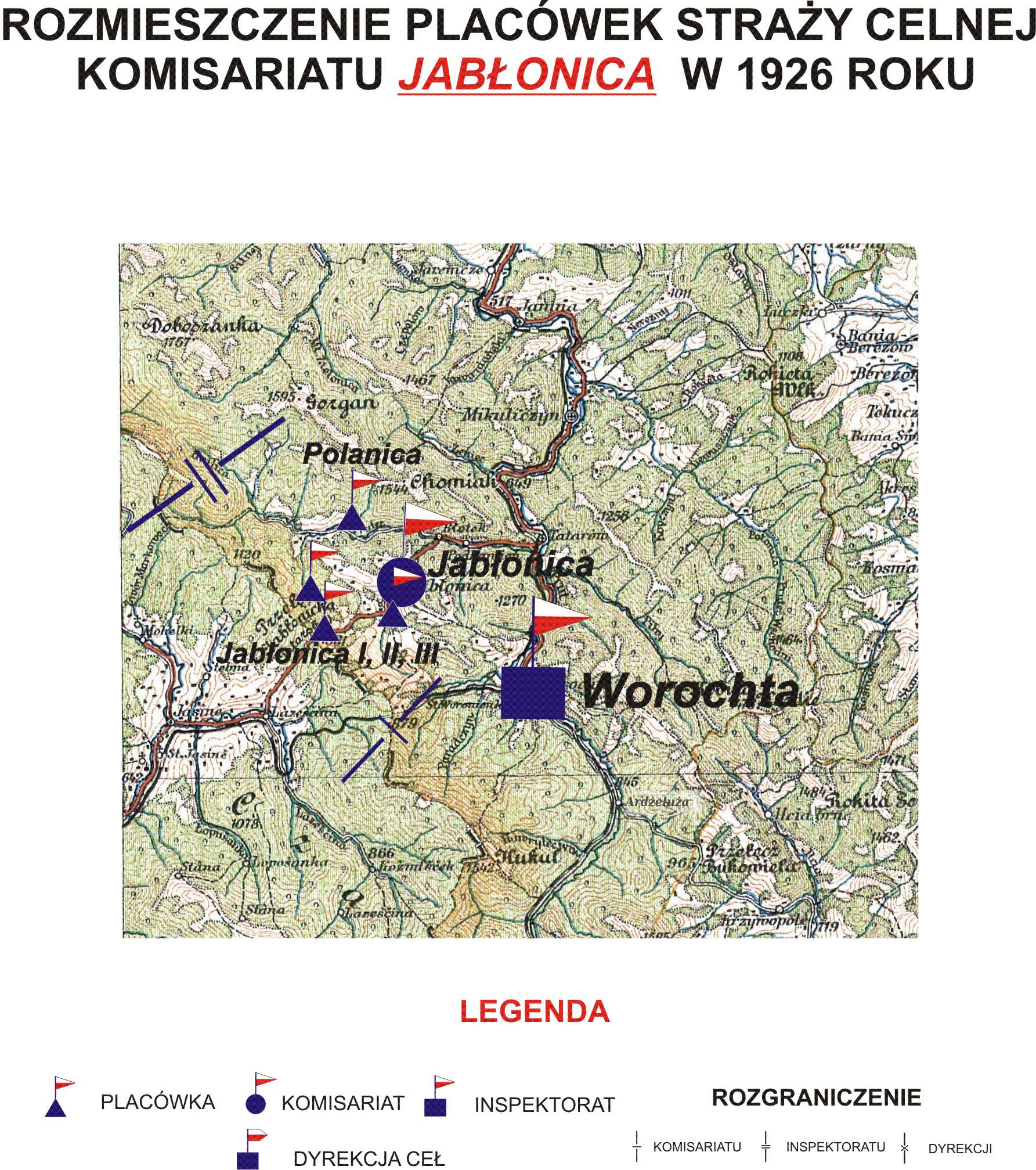
Rozmieszczenie placówek SC Komisariatu Jabłonica w 1926

Placówka Straży Celnej „Jabłonica III” – jednostka organizacyjna Straży Celnej pełniąca w okresie międzywojennym granicy polsko-czechosłowackiej w latach 1921–1928.

## Formowanie i zmiany organizacyjne
Na wniosek Ministerstwa Skarbu, uchwałą z 10 marca 1920 roku, powołano do życia Straż Celną. Jednostki Straży Celnej rozpoczęły przejmowanie odcinków granicy od pododdziałów Batalionów Celnych. W 1921 roku w Rafajłowej stacjonował sztab 3 kompanii 10 batalionu celnego. Kompania wystawiała również placówkę w Jabłonicy. W 1922 roku w Tatarowie stacjonował sztab 1 kompanii 10 batalionu celnego. Kompania wystawiała między innymi placówkę w Jabłonicy. Proces tworzenia Straży Celnej trwał do końca 1922 roku. Placówka Straży Celnej „Jabłonica III” weszła w podporządkowanie komisariatu Straży Celnej „Jabłonica” z Inspektoratu SC „Worochta”.
W drugiej połowie 1927 roku przystąpiono do gruntownej reorganizacji Straży Celnej. W praktyce skutkowało to rozwiązaniem tej formacji granicznej. Ochronę północnej, zachodniej i południowej granicy państwa przejęła powołana z dniem 2 kwietnia 1928 roku Straż Graniczna.
Rozkazem nr 5 z 16 maja 1928 roku w sprawie organizacji Małopolskiego Inspektoratu Okręgowego dowódca Straży Granicznej gen. bryg. Stefan Pasławski powołał komisariat Straży Granicznej „Worochta”. Placówka Straży Granicznej I linii „Jabłonica” znalazła się w jego strukturze.

## Funkcjonariusze placówki
Kierownicy placówki
| stopień    | imię i nazwisko, numer | okres pełnienia służby | kolejne stanowisko |
| ---------- | ---------------------- | ---------------------- | ------------------ |
| przodownik | Wiktor Binek (58)      | był w 1926             | –                  |

Obsada personalna placówki w 1926:
- przodownik Wiktor Binek (58)
- starszy strażnik Stefan Spychała (318)
- strażnik Kazimierz Domański (677)
- strażnik Antoni Frasz (682)
- strażnik Piotr Owczarczak (703)
- strażnik Wacław Pachulski (704)
- strażnik Maksymilian Ciszak (674)